# Морський блюз
«Морський блюз» (англ. Navy Blues) — американська комедійна драма режисера Кларенса Брауна 1929 року.

## Сюжет
Під час відпустки моряк закохується в молоду блондинку. Він йде з нею додому, щоб познайомитись з її батьками. Але батьки не схвалюють його, дочка ображається, і втікає з дому, щоб жити самостійно. Еліс вважає, що її новий друг одружиться з нею, але Келлі повертається на службу. Після цього її життя йде в спадну спіраль.

## У ролях
- Вільям Гайнс — Келлі
- Аніта Пейдж — Еліс
- Карл Дейн — Свен Свенсон
- Дж. С. Наджент — містер Браун
- Едіт Чепман — місіс Браун
- Вейд Ботелер — Гіггінс